# Велаш
Велаш (порт. Velas) — населённый пункт и муниципалитет в Португалии, входит в округ Азорские острова. Расположен на острове Сан-Жорже. Население составляет 5585 человек на 2004 год. Занимает площадь 119,08 км².
Покровителем города считается Георгий Победоносец (порт. São Jorge).
Праздник города — 23 апреля.

## История
Город основан в 1500 году.

## Демография
| Численность населения муниципалитета по годам | Численность населения муниципалитета по годам | Численность населения муниципалитета по годам | Численность населения муниципалитета по годам | Численность населения муниципалитета по годам | Численность населения муниципалитета по годам | Численность населения муниципалитета по годам | Численность населения муниципалитета по годам |
| --------------------------------------------- | --------------------------------------------- | --------------------------------------------- | --------------------------------------------- | --------------------------------------------- | --------------------------------------------- | --------------------------------------------- | --------------------------------------------- |
| 1849                                          | 1900                                          | 1930                                          | 1960                                          | 1981                                          | 1991                                          | 2001                                          | 2004                                          |
| 10 166                                        | 8405                                          | 7328                                          | 8466                                          | 5927                                          | 5707                                          | 5605                                          | 5585                                          |

## Состав муниципалитета
В муниципалитет входят следующие районы:
1. Манадаш
2. Норте-Гранде
3. Розайш
4. Санту-Амару
5. Урзелина
6. Велаш